# Bahnstrecke Eisfeld–Sonneberg
| |                                                       |                                                     |                                         |
| Streckennummer (DB): | 6693 (Eisfeld–Rauenstein) 6692 (Rauenstein–Sonneberg) |                                                     |                                         |
| Kursbuchstrecke (DB): | 569                                                   |                                                     |                                         |
| Kursbuchstrecke: | 164h (1934)                                           |                                                     |                                         |
| Streckenlänge: | 32,89 km                                              |                                                     |                                         |
| Spurweite: | 1435 mm (Normalspur)                                  |                                                     |                                         |
| Streckenklasse: | CM4                                                   |                                                     |                                         |
| Maximale Neigung: | 24,5 ‰                                                |                                                     |                                         |
| Minimaler Radius: | 225 m                                                 |                                                     |                                         |
| Streckengeschwindigkeit: | 60 km/h                                               |                                                     |                                         |
| |                                                       |                                                     |                                         |
| \| \| \| von Eisenach \| \| \| \| \| Schmalspurbahn von Schönbrunn \| \| \| \| 0,000 \| Eisfeld \| 438,66 m \| \| \| 0,843 \| Infrastrukturgrenze DB InfraGO / ThE \| Infrastrukturgrenze DB InfraGO / ThE \| \| \| \| \| \| \| \| 2,170 \| nach Lichtenfels \| nach Lichtenfels \| \| \| 4,870 \| Katzberg \| 505,41 m \| \| \| 9,101 \| Bachfeld \| 410,00 m \| \| \| 10,628 \| Schalkau (ehem. Bf) \| 403,47 m \| \| \| 11,311 \| Schalkau Mitte (seit 2004) \| Schalkau Mitte (seit 2004) \| \| \| \| Nürnberg–Erfurt (Grümpentalbrücke) \| \| \| \| 13,650 \| Grümpen \| 427,55 m \| \| \| 15,890 \| Rauenstein (Thür) \| 448,33 m \| \| \| 20,235 \| Seltendorf \| 410,66 m \| \| \| 21,526 \| Effelder (Thür) (ehem. Bf) \| 405,20 m \| \| \| 25,425 \| Mengersgereuth-Hämmern \| 487,70 m \| \| \| 25,809 \| Viadukt Mengersgereuth (Effelder, 97 m) \| Viadukt Mengersgereuth (Effelder, 97 m) \| \| \| \| \| \| \| \| 26,867 \| Mengersgereuth-Hämmern Ost (früher Forschengereuth) \| 490,50 m \| \| \| \| \| \| \| \| 30,251 \| Viadukt Sonneberg West (171 m) \| Viadukt Sonneberg West (171 m) \| \| \| \| \| \| \| \| 30,533 \| Sonneberg (Thür) West (früher Bettelhecken) \| 399,00 m \| \| \| \| \| \| \| \| \| von Coburg \| \| \| \| 32,865 \| Sonneberg (Thür) Hbf \| 387,25 m \| \| \| \| nach Ernstthal am Rennsteig \| \| \| \| \| \| \| \| Quellen: [1][2][3] \| \| \| \| |                                                       |                                                     |                                         |
| Strecke |                                                       | von Eisenach                                        | von Eisenach                            |
| Abzweig geradeaus und ehemals von links |                                                       | Schmalspurbahn von Schönbrunn                       | Schmalspurbahn von Schönbrunn           |
| Bahnhof | 0,000                                                 | Eisfeld                                             | 438,66 m                                |
| Wechsel des Eisenbahninfrastrukturunternehmens | 0,843                                                 | Infrastrukturgrenze DB InfraGO / ThE                | Infrastrukturgrenze DB InfraGO / ThE    |
| Abzweig geradeaus und ehemals nach links · Strecke von rechts (außer Betrieb) |                                                       |                                                     |                                         |
| Kreuzung geradeaus oben (Querstrecke außer Betrieb) · Strecke nach rechts (außer Betrieb) | 2,170                                                 | nach Lichtenfels                                    | nach Lichtenfels                        |
| ehemaliger Haltepunkt / Haltestelle | 4,870                                                 | Katzberg                                            | 505,41 m                                |
| Haltepunkt / Haltestelle | 9,101                                                 | Bachfeld                                            | 410,00 m                                |
| Haltepunkt / Haltestelle | 10,628                                                | Schalkau (ehem. Bf)                                 | 403,47 m                                |
| Haltepunkt / Haltestelle | 11,311                                                | Schalkau Mitte (seit 2004)                          | Schalkau Mitte (seit 2004)              |
| Kreuzung geradeaus unten |                                                       | Nürnberg–Erfurt (Grümpentalbrücke)                  | Nürnberg–Erfurt (Grümpentalbrücke)      |
| ehemaliger Haltepunkt / Haltestelle | 13,650                                                | Grümpen                                             | 427,55 m                                |
| Spitzkehrbahnhof links | 15,890                                                | Rauenstein (Thür)                                   | 448,33 m                                |
| Haltepunkt / Haltestelle | 20,235                                                | Seltendorf                                          | 410,66 m                                |
| Haltepunkt / Haltestelle | 21,526                                                | Effelder (Thür) (ehem. Bf)                          | 405,20 m                                |
| Bahnhof | 25,425                                                | Mengersgereuth-Hämmern                              | 487,70 m                                |
| Brücke über Wasserlauf | 25,809                                                | Viadukt Mengersgereuth (Effelder, 97 m)             | Viadukt Mengersgereuth (Effelder, 97 m) |
| |                                                       |                                                     |                                         |
| Haltepunkt / Haltestelle | 26,867                                                | Mengersgereuth-Hämmern Ost (früher Forschengereuth) | 490,50 m                                |
| |                                                       |                                                     |                                         |
| Brücke | 30,251                                                | Viadukt Sonneberg West (171 m)                      | Viadukt Sonneberg West (171 m)          |
| |                                                       |                                                     |                                         |
| Haltepunkt / Haltestelle | 30,533                                                | Sonneberg (Thür) West (früher Bettelhecken)         | 399,00 m                                |
| |                                                       |                                                     |                                         |
| Abzweig geradeaus und von rechts |                                                       | von Coburg                                          | von Coburg                              |
| Bahnhof | 32,865                                                | Sonneberg (Thür) Hbf                                | 387,25 m                                |
| Strecke |                                                       | nach Ernstthal am Rennsteig                         | nach Ernstthal am Rennsteig             |
| |                                                       |                                                     |                                         |
| Quellen: |                                                       |                                                     |                                         |

Die Bahnstrecke Eisfeld–Sonneberg (auch als Hinterlandbahn bezeichnet) ist eine Nebenbahn in Thüringen. Sie verläuft durch das Sonneberger Hinterland entlang den südlichen Ausläufern des Thüringer Schiefergebirges von Eisfeld nach Sonneberg. Die Strecke wird von der Thüringer Eisenbahn (ThE) betrieben.

## Geschichte

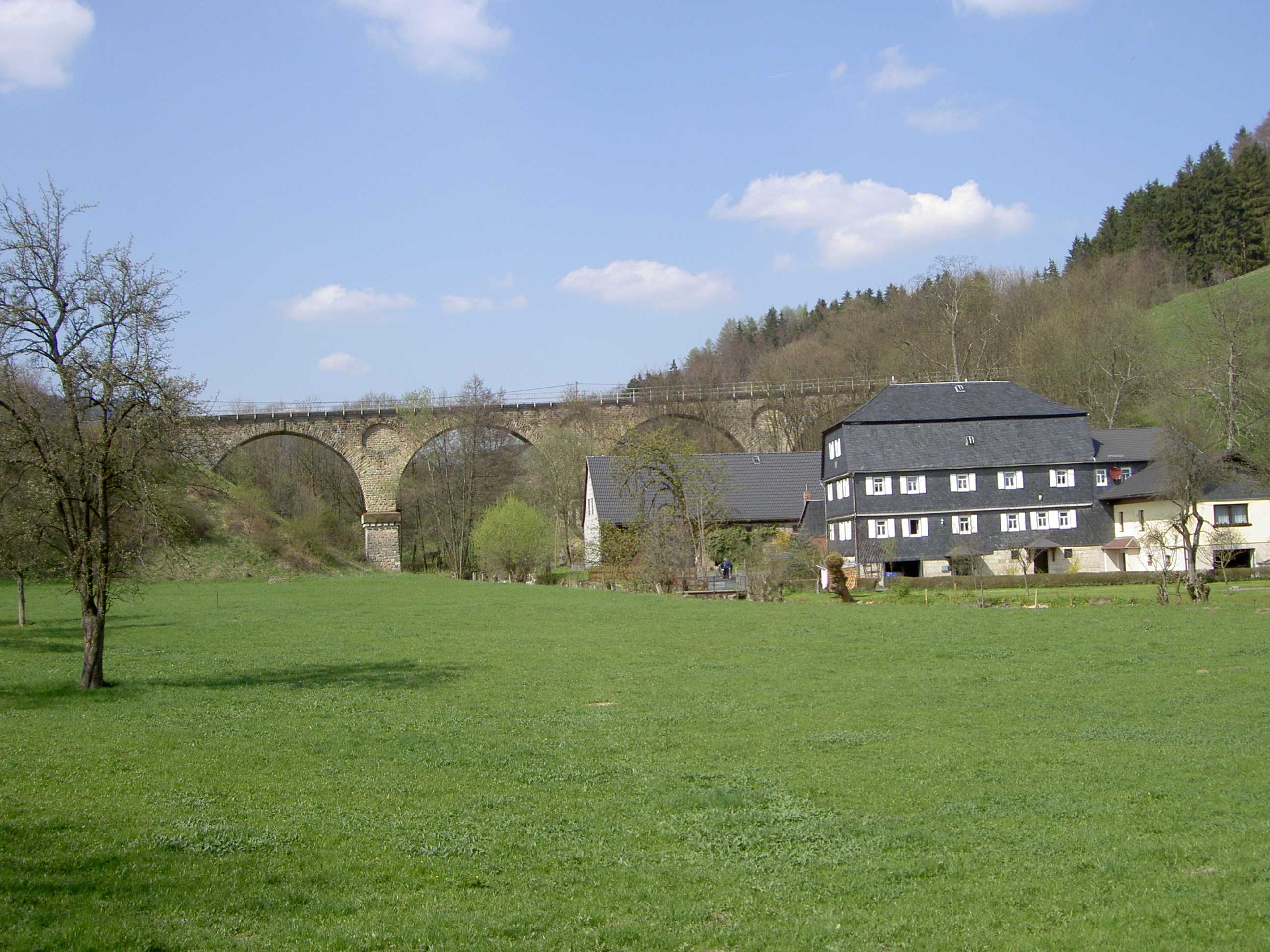
Viadukt Mengersgereuth-Hämmern

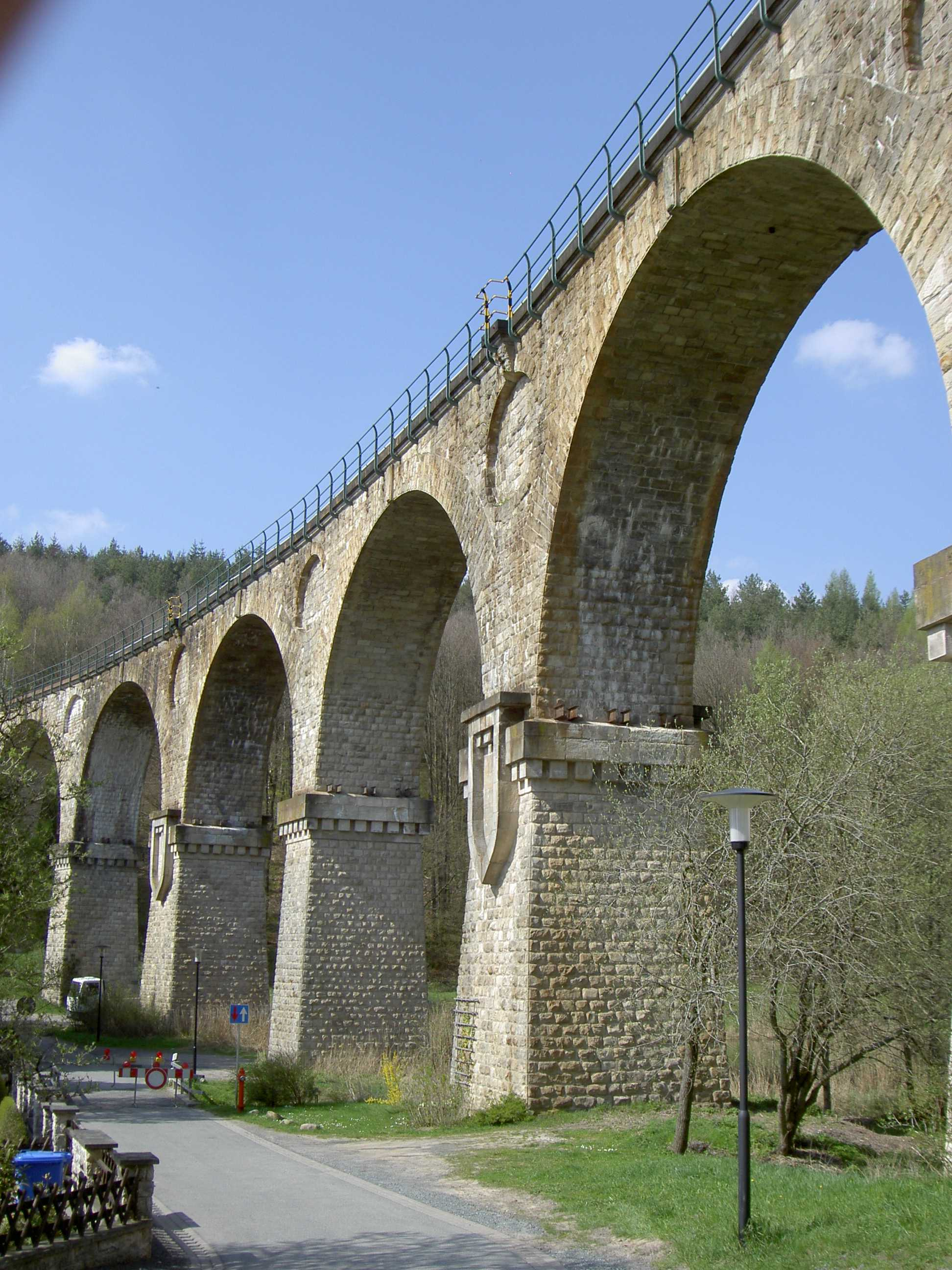
Viadukt Sonneberg

1897 wurde in Sonneberg vom damaligen Landrat Götting das „Comitee zur Herstellung einer Eisenbahnverbindung Eisfeld–Schalkau–Sonneberg“ gegründet, mit dem Ziel, das „Hinterland“ durch eine normalspurige Nebenbahn zu erschließen und mit der Hauptbahn Werrabahn zu verbinden. In seiner Denkschrift vom 27. Januar 1898 an die Herzogliche Staatsregierung in Meiningen gab das Comitee unter anderem einer Streckenführung mit einer Kurve und einem Viadukt bei Grümpen sowie einer Stichbahn nach Rauenstein den Vorzug. Die fehlende Zusage von Zuschüssen zum Bahnbau durch die Landesregierung in Meiningen verzögerte allerdings die Umsetzung des Projektes.
Erst am 11. Januar 1906 stimmte des Meininger Landtag dem Bahnbau zu, der nun auch eine Erschließung Rauensteins mit einer Spitzkehre umfasste. Da Projektierung und Bau durch die Königlich-Preußische Eisenbahnverwaltung ausgeführt werden sollte, folgte am 1. Februar 1906 der Abschluss eines Staatsvertrages zwischen dem Königreich Preußen und dem Herzogtum Sachsen-Meiningen mit Baukosten von 4,4 Millionen Mark. Grund und Boden hatten die Gemeinden unentgeltlich und lastenfrei abzugeben. Die Grunderwerbskosten betrugen für die Gemeinden insgesamt 360.000 Mark. Zuschüsse gab es durch die Stadt Schalkau in Höhe von 40.000 Mark und die Porzellanmanufaktur Rauenstein mit 50.000 Mark.
Die erzwungene Sparsamkeit und das schwierige Gelände hatten einige bautechnische Kompromisse zur Folge. Dies betraf unter anderem die Umfahrung des Sommerberges bei Bachfeld und die Spitzkehre von Rauenstein. Mehrkosten entstanden insbesondere durch den bereichsweise schlechten Baugrund. Am 14. September 1909 wurden die ersten 21,5 km von Eisfeld nach Effelder in Betrieb genommen; die gesamte 32,9 km lange Strecke wurde am 31. März 1910 eingeweiht. Die Baukosten betrugen schließlich 4,9 Millionen Mark.
Diente die Strecke bis 1945 hauptsächlich der Erschließung des Sonneberger Hinterlandes, so wurde sie durch die Zonengrenze, welche die Bahnstrecken Sonneberg–Stockheim und Sonneberg–Coburg unterbrach, über 40 Jahre zur Lebensader der Stadt Sonneberg. Fast der gesamte Güterverkehr lief darüber nach Eisfeld. Nach der Wende und dem Lückenschluss zwischen Coburg und Sonneberg verlor die Strecke an Bedeutung und drastisch an Reisenden. Aufgrund hoher Betriebskosten und fehlenden Streckenunterhalts wurde am 22. Januar 1997 der Betrieb von der Deutschen Bahn eingestellt.
1999 wurde schließlich durch den Freistaat Thüringen die Erfurter Industriebahn mit dem Betrieb des Schienenpersonennahverkehrs beauftragt, wozu die  Unternehmen Thüringer Eisenbahn GmbH (Tochter der Erfurter Gleisbau GmbH) als Schieneninfrastrukturbetreiber und Süd-Thüringen-Bahn GmbH (Tochter eines Konsortiums der Erfurter Industriebahn und der Hessischen Landesbahn) als Verkehrsbetreiber gegründet wurden. Die Strecke wurde von der DB Netz AG gepachtet und nach einer umfangreichen Streckensanierung konnte der Betrieb am 3. Oktober 2002 wieder aufgenommen werden.

## Verkehr
Zu Zeiten der Deutschen Reichsbahn benötigten die Personenzüge mindestens 62 Minuten für die 32,9 km lange Strecke, allein der Fahrtrichtungswechsel mit Umsetzen der Lokomotive im Spitzkehrenbahnhof Rauenstein erforderte zwölf Minuten. Heute dauert die schnellste Fahrt mit den Triebwagen der Süd-Thüringen-Bahn 42 Minuten. Die Strecke mit einer Streckenhöchstgeschwindigkeit von 60 km/h wird im Zugleitbetrieb befahren. Der Zugleiter, der auch Fahrdienstleiter im Stellwerk Sonneberg ist, bestimmt dabei über Funk, wer wann und wo auf der Strecke unterwegs ist. Die Triebfahrzeugführer melden sich vor Abfahrt und nach Ankunft auf den Bahnhöfen Eisfeld, Rauenstein, Mengersgereuth-Hämmern und Sonneberg beim Fahrdienstleiter, die Weiterfahrt erfolgt nach mündlichem Auftrag.
Am 10. Dezember 2004 wurde zusätzlich eine neuartige Sicherungstechnik eingebaut. Sie überwacht automatisch die Handlungen des Fahrdienstleiters und der Triebfahrzeugführer. Durch selbständige Auswertung von Achszählkreisen wird die Belegung eines Streckenabschnittes bestimmt, der dadurch gesteuerte PZB-Magnet am Anfang eines jeden Streckenabschnittes verhindert durch Zwangsbremsung die unzulässige Einfahrt eines Zuges in diesen Abschnitt. Personal wird auf den Streckenbahnhöfen Rauenstein und Mengersgereuth-Hämmern, in denen Zugkreuzungen möglich sind, nicht eingesetzt, da dort Rückfallweichen liegen.
Überlegungen, die Strecke bei Rauenstein über mehrere Tunnel mit der Schnellfahrstrecke Nürnberg–Erfurt zu verknüpfen, stufte ein Gutachten Anfang 2009 als nicht finanzierbar ein.

## Merkmale
Die Eisenbahnstrecke hat die Streckennummer 6692 zwischen Eisfeld und Rauenstein sowie 6693 zwischen Rauenstein und Sonneberg. Die größte Steigung der 32,9 km langen eingleisigen Nebenbahn beträgt bei Sonneberg 1:36, der kleinste Kurvenradius 225 m. Von den Kunstbauten sind die Viadukte von Mengersgereuth-Hämmern und von Sonneberg-West mit einer Länge von 171 m und einer Höhe von 23 m zu nennen. Eine betriebliche Besonderheit ist in Rauenstein der Spitzkehrenbahnhof, in dem die Züge die Fahrtrichtung wechseln.

## Umbenennungen
Der Bahnhof Forschengereuth erhielt 1935 den Namen Mengersgereuth-Hämmern Ost und ebenfalls 1935 der Haltepunkt Bettelhecken den Namen Sonneberg West.